# Forberger Vilmos
Forberger Vilmos (Késmárk, 1848. május 28. – Pöstyén, 1928. október 28.) festő, grafikus.

## Életpályája
Eperjesen az evangélikus teológián, majd Budapesten a Képzőművészeti Főiskolán tanult. Rajztanári pályáját Nagykállóban (1882) kezdte, innen került Lőcsére a főreáliskolába, ahol nyugalomba vonulásáig, sőt az első világháború alatt (1914–1918), és még azután is dolgozott.
A szepeshelyi káptalani templom falfestményeit és oltárképeit restaurálta. Tátra-képeivel és a szepesi műemlékek megörökítésével tette nevét ismertté. Grafikai munkáiból több is megtalálható a bécsi Albertina múzeumban. 1937-ben a budapesti Nemzeti Szalonban rendezett szepesi művek kiállításán a szepesi és a késmárki várról készült ceruzarajzaival tűnt ki.